# ベン・アーロノヴィッチ

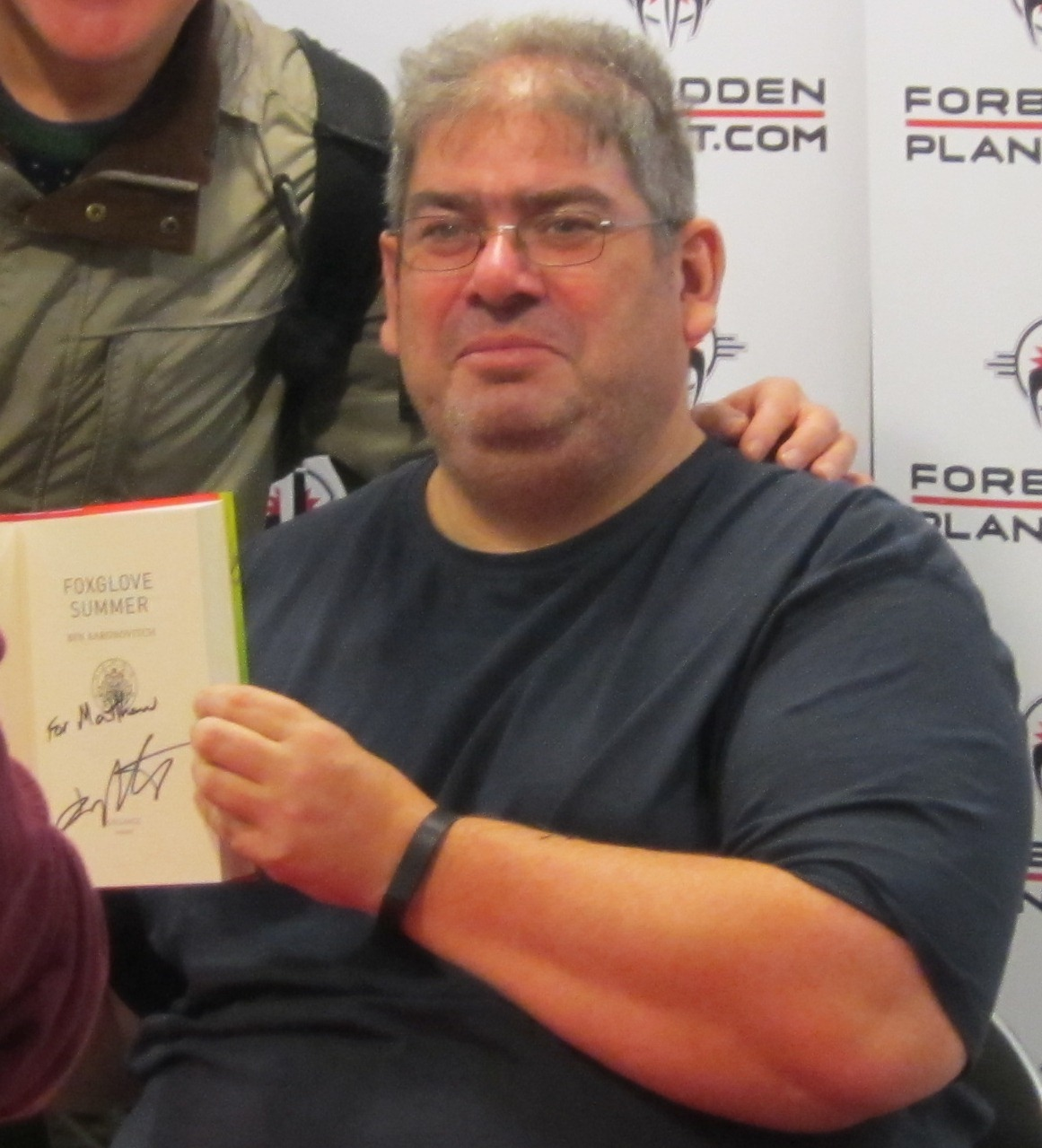

ベン・アーロノヴィッチ（Ben Aaronovitch、1964年 - ）は、イギリス生まれの小説家および脚本家である。
『ロンドン警視庁特殊犯罪課シリーズ』によって最もよく知られている。当初は仕事に恵まれず、本を買うお金にも困って、一時ウォーターストーンズ書店で店員をしていたこともある。
『ドクター・フー』TVシリーズの脚本および小説化作品を書き、そのほかにも、「Casualty」、「Jupiter Moon」など多くのTV脚本およびラジオ脚本を書いている。
2011年から発表した、警察小説であり都会を舞台としたファンタジー小説でもある『ロンドン警視庁特殊犯罪課』シリーズは成功をおさめた。

## ロンドン警視庁特殊犯罪課シリーズ
現代のロンドンを舞台にし、超自然的な事件を担当する特殊部署に配属され、亡霊や魔術に立ち向かう新人警察官ピーター・グラントの活躍を描く。
- 女王陛下の魔術師（Rivers of London アメリカでの題名は Midnight Riot, 2011年）
- 顔のない魔術師（Moon Over Soho , 2011年）
- 地下迷宮の魔術師（Whispers Under Ground , 2012年）
- 空中庭園の魔術師（Broken Homes , 2013年）
- 未訳　(Foxglove Summer, 2014年)
- 未訳　(The Hanging Tree, 2016年11月)
- 未訳　(The Furthest Station, 2017年9月)　中編
- 未訳　(Lies Sleeping, 2018年11月)
- 未訳　(The October Man, 2019年5月)　中編
- 未訳 （False Value, 2020年2月)
- 未訳　(Tales from the Folly, 2020年7月)　短編集
- 未訳　(What Abigail Did That Summer, 2021年3月18日)　中編
- 未訳　(Amongst Our Weapons, 2022年4月7日)
- 未訳 　(Winter's Gifts, 2023年6月8日)　中編
- 未訳　(The Masquerades of Spring, 2024年9月5日)　中編
- 未訳　(Stone and Sky, 2025年7月8日)